# 井上富夫
井上 富夫（いのうえ とみお、1955年9月29日 - ）は、日本の実業家。元関西電力取締役副社長執行役員(会社法上の役員)、かんでんエンジニアリング代表取締役会長。大阪商工会議所役員（議員）。

## 略歴
1955年生まれ。1980年関西電力入社。2010年6月同社執行役員(従業員。会社法上の役員ではない)企画室、CSR、経営・品質管理担当室長、原子力保全改革推進室長、2012年4月同社執行役員総合企画本部副本部長、CSR・経営管理部門統括、原子力・安全品質推進部門統括、2013年6月同社常務執行役員(従業員。会社法上の役員ではない)総合企画本部長代理(CSR・経営管理部門、原子力・安全品質推進部門)、人材活性化室担当、株式会社かんでんエルハート取締役社長、社会福祉法人かんでん福祉事業団理事長、2016年6月関西電力株式会社取締役常務執行役員(会社法上の役員)、2017年6月同社取締役副社長執行役、2019年6月同社役員退任後、かんでんエンジニアリング代表取締役会長。